# Daniel Orsanic
Daniel Orsanic, né le 11 août 1968 à Buenos Aires, est un joueur de tennis professionnel argentin.
Il a gagné 8 titres en double, a participé à 7 autres finales et a atteint la 24e place mondiale le 11 mai 1998. Sur le circuit secondaire Challenger, il compte deux titres en simple (Goiânia en 1989 et Ljubljana en 1993) et 10 en double.
Il est devenu en 2015 capitaine de l'équipe d'Argentine de Coupe Davis, qu'il a amenée à la victoire en 2016. En juillet 2018, il est limogé de ses fonctions à la surprise générale et remplacé par Gastón Gaudio.

## Palmarès

### Titres en double messieurs
| No | Date       | Nom et lieu du tournoi                       | Catégorie    | Dotation  | Surface      | Partenaire       | Finalistes                         | Score         |          |
| -- | ---------- | -------------------------------------------- | ------------ | --------- | ------------ | ---------------- | ---------------------------------- | ------------- | -------- |
| 1  | 09-08-1993 | Tournoi de tennis de Saint-Marin Saint-Marin | World Series | 275 000 $ | Terre (ext.) | Olli Rahnasto    | Juan Garat Roberto Saad            | 6-4, 1-6, 6-3 |          |
| 2  | 25-07-1994 | Dutch Open Hilversum                         | World Series | 275 000 $ | Terre (ext.) | Jan Siemerink    | David Adams Andreï Olhovskiy       | 6-4, 6-2      |          |
| 3  | 20-10-1997 | Abierto Mexicano Telcel Mexico               | World Series | 305 000 $ | Terre (ext.) | Nicolás Lapentti | Luis Herrera Mariano Sánchez       | 4-6, 6-3, 7-6 |          |
| 4  | 27-07-1998 | Generali Open Kitzbühel                      | Int' Series  | 500 000 $ | Terre (ext.) | Tom Kempers      | Joshua Eagle Andrew Kratzmann      | 6-3, 6-4      |          |
| 5  | 28-09-1998 | Mallorca Open Palma de Majorque              | Int' Series  | 425 000 $ | Terre (ext.) | Pablo Albano     | Jiří Novák David Rikl              | 7-6, 6-3      | Parcours |
| 6  | 26-04-1999 | BMW Open Munich                              | Int' Series  | 500 000 $ | Terre (ext.) | Mariano Puerta   | Massimo Bertolini Cristian Brandi  | 7-6, 3-6, 7-6 | Parcours |
| 7  | 19-07-1999 | MercedesCup Stuttgart                        | Series Gold  | 915 000 $ | Terre (ext.) | Jaime Oncins     | Aleksandar Kitinov Jack Waite      | 6-2, 6-1      | Parcours |
| 8  | 24-09-2001 | Campionati Internazionali di Sicilia Palerme | Int' Series  | 375 000 $ | Terre (ext.) | Tomás Carbonell  | Enzo Artoni Emilio Benfele Álvarez | 6-2, 2-6, 6-2 | Parcours |

### Finales en double messieurs
| No | Date       | Nom et lieu du tournoi                           | Catégorie    | Dotation  | Surface      | Vainqueurs                        | Partenaire         | Score          |          |
| -- | ---------- | ------------------------------------------------ | ------------ | --------- | ------------ | --------------------------------- | ------------------ | -------------- | -------- |
| 1  | 22-09-1997 | Romanian Open Bucarest                           | World Series | 475 000 $ | Terre (ext.) | Luis Lobo Javier Sánchez          | Hendrik Jan Davids | 7-5, 7-5       |          |
| 2  | 29-09-1997 | Campionati Internazionali di Sicilia Palerme     | World Series | 303 000 $ | Terre (ext.) | Andrew Kratzmann Libor Pimek      | Hendrik Jan Davids | 3-6, 6-3, 7-6  |          |
| 3  | 06-07-1998 | Suisse Open Gstaad                               | Int' Series  | 525 000 $ | Terre (ext.) | Gustavo Kuerten Fernando Meligeni | Cyril Suk          | 6-4, 7-5       | Parcours |
| 4  | 05-10-1998 | Campionati Internazionali di Sicilia Palerme     | Int' Series  | 315 000 $ | Terre (ext.) | Donald Johnson Francisco Montana  | Pablo Albano       | 6-4, 7-6       |          |
| 5  | 26-10-1998 | Abierto Mexicano Telcel Mexico                   | Int' Series  | 315 000 $ | Terre (ext.) | Jiří Novák David Rikl             | David Roditi       | 6-4, 6-2       |          |
| 6  | 30-04-2001 | BMW Open Munich                                  | Int' Series  | 375 000 $ | Terre (ext.) | Petr Luxa Radek Štěpánek          | Jaime Oncins       | 5-7, 6-2, 7-65 | Parcours |
| 7  | 21-05-2001 | International Raiffeisen Grand Prix Sankt Pölten | Int' Series  | 400 000 $ | Terre (ext.) | Petr Pála David Rikl              | Jaime Oncins       | 6-3, 5-7, 7-5  | Parcours |

## Parcours dans les tournois duGrand Chelem

### En simple
| Année | Open d'Australie | Open d'Australie | Internationaux de France | Internationaux de France | Wimbledon       | Wimbledon       | US Open | US Open |
| ----- | ---------------- | ---------------- | ------------------------ | ------------------------ | --------------- | --------------- | ------- | ------- |
| 1991  | —                | —                | —                        | —                        | 1er tour (1/64) | Brad Gilbert    | —       | —       |
| 1992  | —                | —                | 1er tour (1/64)          | Shuzo Matsuoka           | —               | —               | —       | —       |
| 1993  | —                | —                | —                        | —                        | 1er tour (1/64) | Chris Wilkinson | —       | —       |
| 1994  | 1er tour (1/64)  | Karel Nováček    | —                        | —                        | —               | —               | —       | —       |

N.B. : à droite du résultat se trouve le nom de l'ultime adversaire.

### En double
| Année | Open d'Australie          | Open d'Australie         | Internationaux de France | Internationaux de France | Wimbledon                     | Wimbledon               | US Open                 | US Open              |
| ----- | ------------------------- | ------------------------ | ------------------------ | ------------------------ | ----------------------------- | ----------------------- | ----------------------- | -------------------- |
| 1997  | —                         | —                        | 1/2 finale L. Arnold Ker | Woodbridge Woodforde     | 2e tour (1/16) P. Nyborg      | G. Connell Scott Davis  | —                       | —                    |
| 2000  | 1er tour (1/32) J. Oncins | Mark Draper Scott Draper | 1/2 finale J. Oncins     | Woodbridge Woodforde     | 1er tour (1/32) L. Arnold Ker | J. Björkman Byron Black | 1/8 de finale J. Oncins | L. Hewitt Max Mirnyi |

N.B. : le nom du ou de la partenaire se trouve sous le résultat ; le nom des ultimes adversaires se trouve à droite.

### En double mixte
| Année | Open d'Australie            | Open d'Australie           | Roland-Garros | Roland-Garros | Wimbledon | Wimbledon | US Open | US Open |
| 1998  | 1er tour (1/16) P. Tarabini | R. McQuillan D. Macpherson |               |               |           |           |         |         |

Sous le résultat, la partenaire ; à droite, l'ultime équipe adverse.